# Karlheinz Geppert
Karlheinz Geppert (Stoccarda, 8 settembre 1955) è un archivista tedesco.
Dal 2004 è presidente del comitato di Stato, Rottenburg am Neckar, 2013/14 e dal 2016 presidente della Landesausschuss Heimatpflege Baden-Württemberg.

## Carriera
Geppert studiò Scienze Culturali Empiriche e Scienze dell'Educazione presso l'Università di Tubinga. Nel 1986 si diploma con una tesi di master sulla storia dell'ospedale di Rottenburg.
Dal 1984 fu archivista a Rottenburg am Neckar e dal 1985 al 1990 allo stesso tempo archivista nel distretto Tubinga. Nel 1992 diventò capo del Museo Sumelocenna. Già dal 1986, Geppert fu Direttore Generale del Sülchgauer Altertumsverein e capo del Sülchgau-Museum Rottenburg am Neckar.

## Pubblicazioni parziali
- Arbeit statt Almosen (Sülchgauer Altertumsverein, Rottenburg am Neckar) 1999
- Jüdisches Baisingen (Medien und Dialog, Haigerloch) 2000
- Josef Eberle, Poet und Publizist (DVA, Stuttgart) 2001
- Stadtführer Rottenburg am Neckar (Süddeutsche Verlagsanstalt, Ulm) 2002

| Controllo di autorità | VIAF (EN) 47844042 · ISNI (EN) 0000 0000 3362 7353 · LCCN (EN) n89626557 · GND (DE) 129524352 |